# Dead Boy Detectives (serie de televisión)
Dead Boy Detectives (Los detectives difuntos en Hispanoamérica y Los detectives muertos en España) es una serie de televisión estadounidense de comedia dramática sobrenatural y de detectives desarrollada por Steve Yockey basada en los personajes de DC Comics del mismo nombre creados por Neil Gaiman y Matt Wagner. La serie está protagonizada por George Rexstrew, Jayden Revri, Kassius Nelson, Briana Cuoco, Ruth Connell, Yuyu Kitamura y Jenn Lyon, y sigue a Charles Rowland y Edwin Paine, quienes decidieron no entrar en el más allá y en su lugar quedarse en la Tierra para investigar crímenes que involucran lo sobrenatural.
Los planes para una serie de televisión comenzaron en septiembre de 2021, cuando se ordenó un piloto por parte de HBO Max para una serie de televisión basada en los cómics de Dead Boy Detectives de Gaiman. La serie recibió luz verde en abril de 2022. Sin embargo, fue trasladada a Netflix en febrero de 2023. Gaiman posteriormente confirmó que la serie estaría ambientada en la misma continuidad que The Sandman, con Kirby Howell-Baptiste lista para retomar su papel como Death en la serie.
Dead Boy Detectives se estrenó en Netflix el 25 de abril de 2024. La serie recibió críticas generalmente positivas de los críticos, quienes elogiaron su escritura, dirección y tono, así como las actuaciones del elenco y los aspectos visuales.

## Premisa
La serie sigue a Charles Rowland y Edwin Paine, quienes decidieron no entrar en el más allá y en su lugar quedarse en la Tierra para investigar crímenes que involucran lo sobrenatural.

## Reparto y personajes

### Principales
- George Rexstrew como Edwin Paine,[4]un detective fantasma que fue asesinado en 1916 como sacrificio ritual a las fuerzas del Infierno.
- Jayden Revri como Charles Rowland,[4]el compañero de Edwin que murió en 1989 a causa de hipotermia y hemorragia interna.
- Kassius Nelson como Crystal Palace,[4]una médium psíquica capaz de ver fantasmas.
- Briana Cuoco como Jenny Green,[4]la dueña de la carnicería Tongue & Tail, que alquila habitaciones sobre su tienda a Crystal y Niko.
- Ruth Connell como la Enfermera de Noche,[4] quien dirige el Departamento de Objetos Perdidos del Más Allá, encargado de los niños muertos extraviados. Connell interpretó el papel de la Enfermera de Noche anteriormente en el episodio Dead Patrol de Doom Patrol, en el cual aparecieron los Dead Boy Detectives.
- Yuyu Kitamura como Niko Sasaki,[4] quien vive frente a Crystal y comienza a ver fantasmas después de una experiencia cercana a la muerte.
- Jenn Lyon como Esther Finch,[4] una bruja inmortal en Port Townsend que busca venganza contra los Dead Boy Detectives.

### Secundarios recurrentes
- David Iacono como David el Demonio,[4] quien anteriormente poseía y ahora acecha a Crystal.
- Lukas Gage como el Rey Gato,[4] quien lanza un hechizo sobre Edwin manteniendo al grupo en la ciudad.
- Michael Beach como Tragic Mick,[4] una morsa maldita en el cuerpo de un humano que dirige una tienda de artefactos mágicos.
- Joshua Colley como Monty,[4] el cuervo familiar de Esther convertido en forma humana.
- Max Jenkins como Kingham,[4] un Duende Diente de León mantenido en un frasco encantado.
- Caitlin Reilly como Litty,[4] un Duende Diente de León mantenido en un frasco encantado.
- Lindsey Gort como Maxine,[4] una bibliotecaria y admiradora secreta de Jenny.

### Invitados destacados
Retomando sus roles de The Sandman (2022–presente):
- Kirby Howell-Baptiste como Death.[5]

- Donna Preston como Despair.

| No. | Título                               | Dirigido por        | Escrito por                          | Fecha de lanzamiento original | Prod. code |
| --- | ------------------------------------ | ------------------- | ------------------------------------ | ----------------------------- | ---------- |
| 1   | "The Case of Crystal Palace"         | Lee Toland Krieger  | Steve Yockey                         | 25 de abril de 2024           | T11.10148  |
| 2   | "The Case of the Dandelion Shrine"   | Glen Winter         | Shoshana Sachi & Cheech Manohar      | 25 de abril de 2024           | T12.17652  |
| 3   | "The Case of the Devlin House"       | Cheryl Dunye        | Ian Weinreich & Kristy Lowrey        | 25 de abril de 2024           | T12.17653  |
| 4   | "The Case of the Lighthouse Leapers" | Andi Armaganian     | Joshua Conkel & Kristin Layne Tucker | 25 de abril de 2024           | T12.17654  |
| 5   | "The Case of the Two Dead Dragons"   | Amanda Tapping      | Kelli Breslin & Jeremy Kaufman       | 25 de abril de 2024           | T12.17655  |
| 6   | "The Case of the Creeping Forest"    | Glen Winter         | Beth Schwartz & Oscar Balderrama     | 25 de abril de 2024           | T12.17656  |
| 7   | "The Case of the Very Long Stairway" | Richard Speight Jr. | Steve Yockey                         | 25 de abril de 2024           | T12.17657  |
| 8   | "The Case of the Hungry Snake"       | Pete Chatmon        | Ross Maxwell                         | 25 de abril de 2024           | T12.17658  |

## Producción

### Desarrollo
El 3 de septiembre de 2021, Variety informó que HBO Max ordenó un piloto para una potencial serie de Dead Boy Detectives, originalmente concebida como un spin-off de Doom Patrol, con Steve Yockey como escritor y productor ejecutivo junto a Jeremy Carver, Greg Berlanti, Sarah Schechter y David Madden. El 14 de abril de 2022, HBO Max dio luz verde a la producción de la serie, con Yockey como showrunner. Beth Schwartz fue anunciada como co-showrunner en septiembre de ese mismo año. Para el 24 de febrero de 2023, el proyecto fue trasladado de HBO Max a Netflix, supuestamente debido a que no era compatible con los planes de los co-CEO de DC Studios, James Gunn y Peter Safran, de tener los programas de DC de HBO Max ambientados en el DC Universe, así como debido a la incapacidad de HBO Max de emitir la serie antes de 2024.
El 20 de abril de 2023, Neil Gaiman confirmó que la serie estaría ambientada en el mismo universo que The Sandman. Gaiman fue anunciado como productor ejecutivo adicional en noviembre de ese mismo año. Si bien los productores siempre habían planeado que la serie estuviera ambientada en el mismo universo que The Sandman, que se emitió en Netflix, Warner Bros. (casa matriz de HBO Max, DC Comics Studios y la editorial de Dead Boy Detectives, Vertigo Comics) no les permitió usar elementos de esa serie cuando Dead Boy Detectives aún era un proyecto de HBO Max, para evitar problemas de licencia con Netflix. Como tal, los showrunners incluyeron conexiones generales entre ambos programas que aún los establecían como parte de la misma continuidad, mientras solo "tocaban ligeramente y se movían a través del universo de Sandman". Después de que el proyecto se trasladara a Netflix, los showrunners incorporaron personajes y una conexión más evidente con The Sandman por solicitud tanto de Netflix como del showrunner de Sandman, Allan Heinberg.

### Casting
En noviembre de 2021, se anunció el elenco conformado por George Rexstrew, Jayden Revri, Kassius Nelson, Alexander Calvert, Briana Cuoco, Ruth Connell, Yuyu Kitamura y Jenn Lyon.Lukas Gage reemplazó a Calvert en septiembre de 2022. En octubre de 2022, Michael Beach, Joshua Colley y Lindsey Gort se unieron al elenco en roles recurrentes. Un mes después, se sumaron al elenco Caitlin Reilly, Max Jenkins y David Iacono.En abril de 2024, Kirby Howell-Baptiste confirmó que repetiría su papel de Death de Sandman.

### Filmación
El episodio piloto se filmó entre diciembre de 2021 y enero de 2022, con dirección y producción ejecutiva de Lee Toland Krieger. La filmación de la serie comenzó el 7 de noviembre de 2022 en Langley, Columbia Británica, y concluyó el 5 de abril de 2023.

## Lanzamiento
Dead Boy Detectives se estrenó en Netflix el 25 de abril de 2024.

## Recepción
El sitio web agregador de reseñas Rotten Tomatoes informó un índice de aprobación del 92% con una calificación promedio de 7.3/10, basado en 37 reseñas de críticos. El consenso de los críticos del sitio web dice: "Dead Boy Detectives expande el universo de Sandman con una fantasía paranormal adictivamente entretenida con emoción, romance y angustia juvenil de sobra". Metacritic asignó una puntuación de 65 sobre 100 basada en 19 críticas, lo que indica "reseñas generalmente favorables".